# 特殊感觉
特殊感觉在医学和生理学上所说的是指一切在體感以外的感觉，包括以下四種感覺：
- 视觉
- 听觉
- 嗅觉
- 味觉

这四种感觉的一个共同点是其感受器都位于头部。当然另一种感觉：前庭感觉的感受器也在头部，不过一般不算入特殊感觉。

## 參看
- 體感